# Archipel de Broughton
L’archipel de Broughton est un groupe d'îles sur le flanc nord-est du détroit de la Reine-Charlotte sur la côte de la Colombie-Britannique, au Canada.

## Géographie
Les plus grandes îles du groupe, qui comprend de nombreux petits îlots, sont l'île Broughton, l'île North Broughton, l'île Eden, l'île Bonwick et l'île Baker.